# کلیسای کاتولیک ایروان
کلیسای کاتولیک (مریم مقدس) ایروان (Kat'oghike Surp Astvatsatsin yekeghetsi ارمنی: Կաթողիկե Սուրբ Աստվածածին եկեղեցի) یک کلیسا حواری ارمنی واقع در ناحیه کنترون شهر ایروان، ارمنستان می‌باشد. ساخت و ساز این ساختمان ۱۲۶۴ به پایان رسید.
این کلیسا که در اصل به عنوان نیایش‌گاه ساخته شده در ناحیه کنترون قرار دارد هم‌اکنون دارای ۷٫۵ متر طول و ۵٫۴ عرض می‌باشد، کلیسای سنت آنا در سال ۲۰۱۴ در کنار این کلیسا ساخته شده است.

## نگارخانه

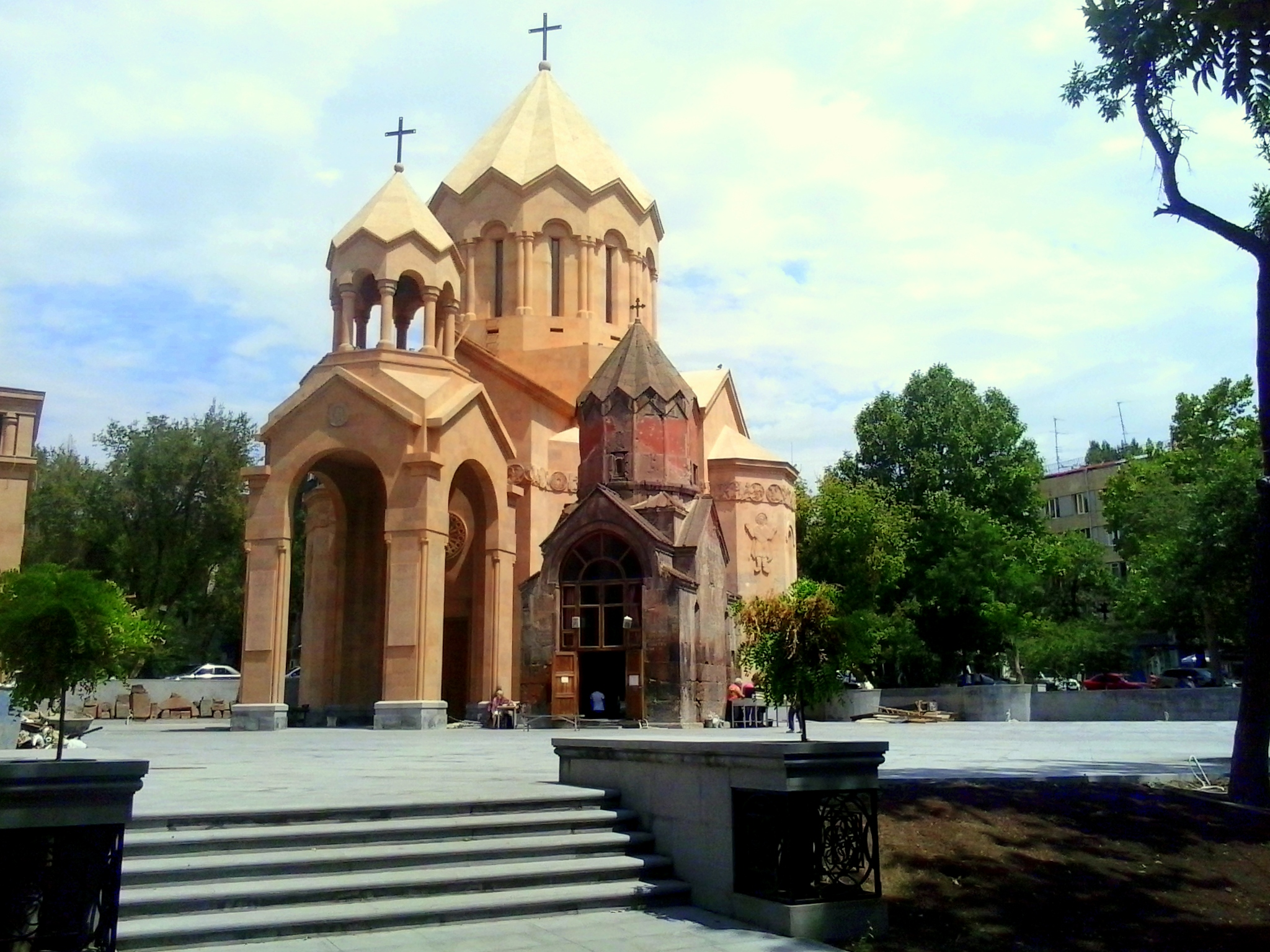
کلیسای کاتولیک ایروان در کنار کلیسای سنت آنا